# Alfred Bonne
Alfred Bonne (* 1889 in Nürnberg; † 18. Dezember 1959 in Jerusalem) war ein israelischer Wirtschafts- und Sozialwissenschaftler deutscher Herkunft.

## Leben
Bonne studierte an der Universität München Nationalökonomie. Er war Mitglied der zionistischen Studentenverbindung Jordania. Er emigrierte 1925 nach Palästina. 
Seit 1944 lehrte er als Professor für Volkswirtschaftslehre an der Hebräischen Universität Jerusalem. Er beschrieb und analysierte in seinen Schriften die wirtschaftliche und gesellschaftliche Entwicklung im Mandatsgebiet Palästina und im neu entstandenen Staat Israel. 

## Schriften (Auswahl)
- Palästina. Land und Wirtschaft, Leipzig: Deutsche Wissenschaftliche Buchhandlung, 1932 (weitere Auflagen 1933 und 1935)
- Der neue Orient. Eine Einführung in das wirtschaftliche und staatliche Werden der Orientländer, Tel Aviv: Hitachduth Olej Germania, 1937
- State and economics in the Middle East. A society in transition, London: Paul, Trench, Trubner & Co., 1948.